# Jean-Marie Mérel
Jean-Marie Mérel MEP (chiń. 梅致遠; ur. 18 września 1854 w Vay, zm. 13 października 1932 w Singapurze) – francuski duchowny rzymskokatolicki, misjonarz, wikariusz apostolski Guangdong/Kantonu.

## Życiorys
29 czerwca 1879 otrzymał święcenia prezbiteriatu i został kapłanem diecezji Nantes. W 1880 wstąpił do Towarzystwa Misji Zagranicznych w Paryżu. 26 października 1881 wyjechał na misje do Guangdongu w Chinach.
20 kwietnia 1901 papież Leon XIII mianował go wikariuszem apostolskim Guangdong oraz biskupem tytularnym orcistyjskim. 6 października 1901 w katedrze w Kantonie przyjął sakrę biskupią z rąk wikariusza apostolskiego Wschodniej Kochinchiny Désiré-François-Xaviera Van Camelbeke MEP. Współkonsekratorami byli wikariusz apostolski Południowego Tonkinu Louis-Marie Pineau MEP oraz wikariusz apostolski Hongkongu Louis Marie Piazzoli PIME.
6 kwietnia 1914 jego tytuł zmieniono na wikariusz apostolski Kantonu. 4 sierpnia 1914 złożył rezygnację z katedry w Kantonie. 16 czerwca 1921 otrzymał od papieża Benedykta XV tytuł arcybiskupa tytularnego Crainy. Następnie pracował wśród chińskiej diaspory w Malezji i Singapurze. Od 1927 do śmierci proboszcz etnicznie chińskiej parafii Najświętszego Serca Pana Jezusa w Singapurze.